# Edestidae
Los edéstidos (Edestidae) son una familia extinta de peces cartilaginosos del orden Eugeneodontiformes. Poseían una serie de dientes especiales en la mandíbula inferior, así como aletas pectorales sostenidas por largos radios. El palatocuadrado estaba fusionado al cráneo o reducido. Es posible que no sean selacimorfos sino holocéfalos.